# MacPaint
MacPaint est un ancien logiciel de création et d'édition d'images matricielles qui était développé par l'entreprise Apple. Il est apparu avec le premier Macintosh, le 24 janvier 1984. Il était également en vente pour 195 $ avec son homologue, un traitement de texte nommé MacWrite. MacPaint était alors célèbre car il permettait de créer des images qui pouvaient être utilisées par d'autres applications. En utilisant la souris, le clavier et la bibliothèque graphique QuickDraw, les images pouvaient être copiées depuis MacPaint et collées directement dans un document MacWrite, voire, via ResEdit (en), dans n'importe quelle autre application.
La version initiale de MacPaint a été développée par Bill Atkinson, un membre d'Apple qui a également participé à la création du Macintosh. Les premières versions de développement du logiciel portaient le nom de MacSketch, à cause du nom du logiciel présent sur le Lisa dont hérite MacPaint : LisaSketch (également appelé SketchPad),. Plus tard, son développement a été repris par Claris, une filiale d'Apple fondée en 1987. La dernière version du logiciel est la version 2.0, sortie en 1988. Dix ans plus tard, en 1998, Claris annonce qu'elle abandonne son développement en raison d'une diminution des ventes.

## Développement
MacPaint a été conçu par Bill Atkinson, un développeur d'Apple. Sa première version contenait 5 804 lignes de Pascal et 2 738 lignes d'Assembleur pour Motorola 68000,. L'interface utilisateur a été conçue par Susan Kare, elle aussi membre de l'équipe Macintosh Elle a également testé le logiciel en version bêta, avant sa sortie.
MacPaint recourt à deux tampons de mémoire non affichés afin d'éviter les effets de clignotement lors du déplacement de formes ou d'images à l'écran par glisser-déposer. Un de ces tampons contient l'ensemble des pixels du document, l'autre les pixels de son état précédent. Il sert également de base pour la fonction d'annulation du logiciel.
En avril 1983, alors qu'il n'est pas encore sorti publiquement, le logiciel adopte le nom de MacPaint. Son interface est alors composée d'une seule fenêtre. La taille et la position de la palette d'outils étaient immuables, puisqu'elle était associée à la fenêtre principale. Cette fixité allait à l'encontre des autres logiciels présents sur le Macintosh, qui autorisaient l'utilisateur à déplacer et à re-dimensionner librement leurs fenêtres. 
En octobre 1983, la version initiale de MacPaint est prête. Il possède de nombreux outils encore utilisés aujourd'hui et relativement perfectionnés : miroirs, rotations, inversion, texte,… Cependant cette version ne comprenait aucune fonction de zoom. Au lieu de cela, un mode d'agrandissement spécial, baptisé FatBits, permettait d'agrandir la zone de dessin 8 fois. Ainsi l'utilisateur pouvait-il modifier son image avec la plus grande précision, en modifiant les pixels un à un. Ce mode d'édition a par la suite constitué un modèle pour de nombreux logiciels. MacPaint possédait un menu « Goodies », où se logeait l'outil FatBits. Ce menu, initialement appelé « Aids » dans les versions de développement, a été renommé « Goodies » à cause de l'épidémie de sida (AIDS en anglais) qui prenait de l'ampleur à l'été 1983.

## Histoire
La première publicité pour MacPaint apparaît dans une brochure de 18 pages en décembre 1983, faisant suite à l'annonce antérieure du Macintosh 128K. Le Macintosh est sorti le 24 janvier 1984. Il comportait alors deux applications : MacPaint et MacWrite. À l'occasion d'une édition spéciale post-électorale du magazine Newsweek en novembre 1984, Apple avait dépensé plus de 2,5 millions de dollars dans le but d'acheter au total 39 pages de publicité dans ce numéro. De nombreuses pages expliquaient comment MacWrite et MacPaint fonctionnaient ensemble. Après leur lancement, un critique du New York Times note que MacPaint laisse entrevoir le potentiel graphique de l'ordinateur ; il en vient à dire qu'« il est dix fois meilleur que n'importe quel autre programme offert avec un ordinateur personnel ». MacPaint continua d'être livré gratuitement avec chaque nouveau Macintosh jusqu'au lancement du Macintosh Plus en 1986. Il fut ensuite vendu séparément, pour apaiser les développeurs-tiers qui craignaient que leurs logiciels ne puissent rivaliser avec celui d'Apple[citation nécessaire].

## Dernières versions
Claris sort MacPaint 2.0 le 11 janvier 1988. Cette révision apporte de nombreuses améliorations, notamment la possibilité d'ouvrir et de modifier jusqu'à neuf documents simultanément. La première version de MacPaint, elle, ne permettait que de travailler sur un seul document à la fois, qui plus est, n'était pas mobile. MacPaint 2.0 élimine cette restriction en introduisant un nouveau type de fenêtre, dont les dimensions pouvaient atteindre plus de 8 x 10. Beaucoup d'autres améliorations ont été introduites, telles que l'outil de Zoom, l'outil MagicEraser permettant l'annulation des actions, ainsi que l'introduction de documents modèles. MacPaint 2.0 fut développé par David Ramsey, un développeur travaillant pour Claris. Cette révision était vendue pour 125 $, avec la possibilité d'une mise à jour au prix de 25 $ pour ceux qui possédaient déjà le logiciel. Claris abandonne le support technique de MacPaint dès 1989. La filiale d'Apple cesse de vendre MacPaint début 1998 à cause d'une diminution des ventes.

## Libération du code source
Le 20 juillet 2010, Apple fait le don du code source de la version 1.3 de MacPaint (écrit avec une combinaison d'assembleur et de Pascal) au Musée de l'histoire de l'ordinateur, ainsi que du code source de QuickDraw, une bibliothèque graphique permettant la réalisation d'images matricielles.

## Influence
MacPaint a incité d'autres entreprises à réaliser des produits similaires pour d'autres plateformes. Parmi ceux-ci, le logiciel DazzleDraw, édité par Broderbund pour l'Apple II, et qui coûtait 50 $. La société Mouse Systems sort PCPaint (en) pour l'IBM PC, au prix de 100 $. IBM sort Color Paint pour l'IBM PCjr, pour 100 $.

## Utilisation artistique
Le premier comics totalement réalisé avec un ordinateur est Shatter de Peter Gillis et Mike Saenz. Pour réaliser cette bande dessinée Saenz utilise un Macintosh 128K et le logiciel MacPaint. Il ouvre ainsi la voie à de nombreux autres artistes qui créeront des comics grâce à l'ordinateur dans les années 1990. 

## Historique des versions
| Version | Date de sortie  | Informations sur la version                      |
| ------- | --------------- | ------------------------------------------------ |
| 1.0     | 24 janvier 1984 | Première version sortie avec System Software 1.0 |
| 1.3     | mai 1984        | Version sortie avec System Software 1.1          |
| 1.4     | septembre 1984  | Version sortie avec le Macintosh 512K            |
| 1.5     | avril 1985      | Version sortie avec System Software 2.0          |
| 2.0     | janvier 1988    | Dernière version                                 |